# Sajjad Ali
Sajjad Ali (em urdu: سجادعلی) é um cantor, ator, diretor e compositor paquistanês.

## Filmografia

### Composições
- Bol (2011)
- Mujhe Chand Chahiye (2000)
- Aik Aur Love Story (1999)
- Love Letter (1990)

### Direção
- Aik Aur Love Story (1999)
- Love Letter (1989)

### Atuação
- Aik Aur Love Story (1999)
- Munda Tera Deewana (1996)
- Love Letter (1989)